# Кинчев, Константин Евгеньевич
Константи́н Евге́ньевич Ки́нчев (настоящая фамилия — Панфи́лов; род. 25 декабря 1958, Москва, СССР) — советский и российский рок-музыкант, певец, автор песен. Лидер рок-группы «Алиса».
До прихода в «Алису» играл в малоизвестных коллективах: «Золотая середина», «Круг чёрной половины», «Третья фан-команда», «Сломанный воздух», «Зона отдыха» (записей произведений тех времён не осталось). По мере обретения новых знакомств в ленинградских музыкальных кругах и одобрения репертуара Майком Науменко был записан альбом «Нервная ночь». После этого Кинчев получил приглашение в «Алису» и постепенно стал бессменным лидером группы и автором всех, за редким исключением, песен, исполняемых коллективом.
В 1992 году после посещения святых мест Иерусалима Кинчев принял крещение, что отразилось на его жизни и творчестве. В 2007 году лидер «Алисы» был награждён знаком Святой Татьяны как «наставник молодёжи», а в 2017 году — Царскосельской премией за вклад в развитие русского рока.
В 2010-е годы «Алиса» активно работала над записью новых произведений и выступает в качестве «гвоздя» программы на различных фестивалях.

## Биография

### Ранние годы
Константин Кинчев родился 25 декабря 1958 года около часа ночи в Москве, на улице Горького. Отец — Евгений Алексеевич Панфилов (1933 — 1999), доктор технических наук, специалист в области стандартизации бытовых услуг в СССР, в 1976—1988 годах — ректор Московского технологического института (ныне — Российский государственный университет туризма и сервиса). Мать — Людмила Николаевна (род. в 1937) — инженер-механик, преподавала в Московском химико-технологическом институте имени Д. И. Менделеева (ныне РХТУ имени Д. И. Менделеева) теоретическую механику (теормех).
В 1966 году Константин пошёл в первый класс 49-й школы. В это время мама купила ему магнитофон «Днепр», чтобы заинтересовать сына английским языком, в результате чего он начал слушать рок-группу The Rolling Stones. В семь лет Костя убежал из дома: во время игры в пиратов он сказал сверстникам, что знает, где нужно искать клад, и ребят сняли с поезда уже в Туле. По словам музыканта, в тот период жизни он мечтал стать борющимся за справедливость индейцем Чингачгуком или одноногим пиратом Сильвером. Чуть позже Константин начал увлекаться хоккеем, и занимался этим видом спорта до 1972 года. В определённый период тренировался в «Спартаке», но после оценил ситуацию и, осознав, что не достигнет высот в этой области, ушёл из хоккея.
В четырнадцать лет Константин решил вступить в комсомол, чтобы доказать родителям, что он стал взрослым. В восьмом классе Костю исключили из этой организации за то, что он пришёл в школу в неподобающем виде на следующий день после проводов друга в армию. Школьнику отдали личное дело и сказали, чтобы он не приходил в школу до тех пор, пока не подстрижётся, на что он ответил: «Хорошо», пошёл в парикмахерскую и подстригся наголо.
В пятнадцатилетнем возрасте в пионерлагере «Звёздочка» Константин услышал группу Black Sabbath, и после этого занялся коллекционированием пластинок. В то время комната Константина была разрисована портретами Оззи Осборна, паутиной и пауками. Начали появляться первые композиции собственного сочинения в стиле Black Sabbath. Поездка в лагерь повлияла на будущее Константина, который определился с жизненным выбором и решил, что будет рок-звездой. В 1973 году музыкант в качестве бас-гитариста и бэк-вокалиста вошёл в состав группы, сформировавшейся при фабрике пластмассовых изделий напротив школы.
После школы Константин работал на заводе «Наука» учеником фрезеровщика, учеником чертёжника и художником-оформителем. Потом поступил в Московский технологический институт (ныне — Российский государственный университет туризма и сервиса) на факультет «Экономика и финансы». В то же время год отучился в певческом училище при Большом театре, в который попал случайно: во время отдыха в пивбаре на ВДНХ незнакомый человек услышал пение Константина и пригласил его принять участие в конкурсе. На следующий день он прошёл первый тур, исполнив под рояль песни «Гори, гори, моя звезда» и «Ой то не вечер, то не вечер». Училище подразумевало четырёхлетний курс, из которого Константин проучился год. После ухода музыкант одновременно работал натурщиком в Суриковском училище, грузчиком в булочной и администратором женской баскетбольной команды. Также некоторое время Константин учился в джазовой студии в Замоскворечье. Призыва в армию музыкант избежал по статье «остаточные явления черепно-мозговой травмы». C 1977 по 1980 годы Константин учился в Московском кооперативном институте (ныне Российский университет кооперации).

### Начало музыкальной карьеры
До прихода в «Алису» Константин Кинчев играл в нескольких московских группах — «Золотая середина», «Круг чёрной половины» (1974), «Третья фан-команда» (1974). В Тушино Константин создал свою группу «Сломанный воздух», которая исполняла западную рок-классику на танцах в городе Красногорске. Через два года группа распалась. Ни одна из этих команд не оставила после себя записанного материала. В 1983 году появилась группа «Зона отдыха», исполнявшая только песни Константина Кинчева. Группа записала магнитоальбом, но он не сохранился. В 1984 году Кинчев выступал на разогреве группы «Крематорий» во время квартирных концертов.

### «Нервная ночь»

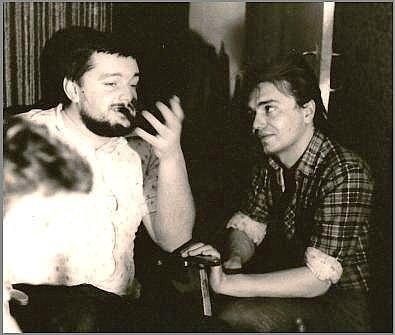
Сергей Жариков и Константин Кинчев. 1984 год

В конце 1983 года в Ленинграде распались две группы — «Хрустальный шар» и «Демокритов колодец», из осколков которых Святослав Задерий собрал новую группу под названием «Алиса». В неё, кроме самого Задерия, игравшего на бас-гитаре, вошли: Борис Борисов — саксофон, вокал; Михаил Нефёдов — ударные; Андрей Шаталин — гитара; Павел Кондратенко — клавиши. В таком составе они записали первый магнитоальбом «Кривозеркалье» и выступили на II рок-фестивале Ленинградского рок-клуба. Сразу после фестиваля из группы ушёл вокалист Борис Борисов.
В 1984 году Константин Кинчев перебрался из Москвы в Ленинград, где познакомился со звукорежиссёром Игорем «Панкером» Гудковым, который к тому времени успел записать сольную работу Майка Науменко «LV». Гудков познакомил Константина с Майком и после прослушивания репертуара молодого музыканта тот сказал, что «это имеет право на существование».
После этого было решено записать весь репертуар в альбом. Перед началом сессии «Нервной ночи» в студии ЛГИТМиКа был собран следующий состав музыкантов: Константин Кинчев — вокал, гитара; Андрей Заблудовский («Секрет») — гитара; Святослав Задерий («Алиса») — бас; Алексей Мурашов («Секрет») — барабаны. В качестве звукорежиссёра выступил Гудков. Запись началась в полдень 23 июля, а завершилась в два часа ночи следующего дня.
Альбом вышел под шапкой «Доктор Кинчев и группа Стиль». Официально же «Нервная ночь» была выпущена только в 1994 году «Мороз рекордс» в рамках полного издания всех альбомов «Алисы». В этот релиз были включены два бонус-трека — «Завтра может быть поздно» и «Вор да палач» с акустического выступления группы в Перми весной 1988 года.

### «Алиса»

#### Первые годы в группе
После записи «Нервной ночи» Святослав Задерий пригласил Константина Кинчева в «Алису» на вакантное место вокалиста. Репетиции группы в новом составе начались в декабре 1984 года. По словам барабанщика Михаила Нефёдова, при первом прослушивании ему не очень понравилось творчество Константина, но Святослав Задерий настоял на том, чтобы попробовать порепетировать вместе. Уже на следующий день его мнение кардинально изменилось: 
«Приехал Кинчев, скромный такой. И знаешь, с первой репетиции как-то покатило, мы сразу за один присест сделали шесть вещей — основу будущей программы „Энергия“».
В 1985 году 14 марта на Третьем Фестивале Ленинградского рок-клуба состоялось первое выступление Константина Кинчева в составе группы «Алиса». На начальном этапе музыкант согласился лишь помочь группе записать новый альбом, и планировал исполнять энергичные песни в «Алисе», а более спокойные в другом коллективе. Святослав Задерий, бывший в то время лидером «Алисы», пытался перекроить новичка на свой лад, что совершенно не устраивало Константина, и стало началом их противоборства. В начале 1986 года вышел первый альбом «Алисы» при участии Константина Кинчева под названием «Энергия» (официально издан «Мелодией» в 1988). В июне 1986-го Святослав Задерий, уступив в борьбе за лидерство Константину Кинчеву, окончательно покинул «Алису».
В 1986 году Константин Кинчев принял участие в съёмках фильма «Взломщик». По словам музыканта, он недоволен своей игрой и согласился сниматься в фильме только для того, чтобы уйти от статьи за тунеядство. За участие в фильме Константин Кинчев получил звание «Лучший актёр года» на Международном кинофестивале в Софии. Также лидера «Алисы» можно увидеть в фильмах «Переступить черту» и «Йя-Хха».
В 1987 году вышел альбом «Блок ада», записанный за три ночи во время фестиваля «Рок-Нива». Он, по мнению Константина Кинчева, в отличие от «Энергии», уже достоверно передавал состояние группы. В новом альбоме впервые ярко выразился индивидуальный стиль текстов Константина. Песня «Красное на чёрном» стала главным хитом альбома и «визитной карточкой» группы, а также определила фирменные цвета «Алисы» и её поклонников («красно-чёрных»). Песня «Стерх», написанная Кинчевым весной в 1987 году, со временем также стала весьма популярной, хотя её намеченная презентация на знаменитом V фестивале рок-клуба не состоялась. В книге Н. А. Барановской рассказано, что после основного выступления на фестивале Кинчев хотел представить публике только что написанного «Стерха»:
Костя принёс текст на "литовку" перед V фестивалем. Он хотел спеть "Стерха" ещё там, на концерте в ЛДМ. Закончил программу и пошёл за кулисы за акустической гитарой - песня была совсем новая и в "электричестве" ещё не сделана. А тут ведущий возьми да и объяви: "Алиса" закончила своё выступление.

- После этого выходить было глупо, - говорил он потом в ответ на вопрос, почему не спел на фестивале "главную" песню.
Осенью этого года Константин Кинчев посетил Псково-Печерский монастырь с крестом, выжженным перекисью на голове, за что монахи окурили его ладаном и выгнали. Позже он говорил: «Я же там плакал от восторга… Я туда… А они… Кадилом… Как беса…».
В этом же году начала формироваться регулярная гастрольная деятельность, и во время одного из первых официальных выступлений произошёл скандал, давший ход следствию, известному как «Дело Кинчева».

#### «Дело Кинчева»
В 1987 году группа «Алиса» начала испытывать проблемы с властями, апогеем чего стало «Дело Кинчева». 17 ноября 1987 года перед концертом группы во дворце спорта «Юбилейный» в Ленинграде Константин Кинчев ввязался в потасовку с милиционерами, которые не пропускали за кулисы его первую жену, Анну Голубеву, бывшую на тот момент беременной. После этого лидер «Алисы» перед началом исполнения песни «Эй, ты, там, на том берегу» сделал вступление: «Следующая песня посвящается иностранным гостям, если оные есть в зале… а также ментам и прочим гадам!»
22 ноября в газете «Смена» была опубликована статья Виктора Кокосова «Алиса с косой чёлкой», в которой Константина Кинчева обвиняли в провокации беспорядков и пропаганде нацизма. Утверждалось, что лидер «Алисы» в песне «Эй, ты, там, на том берегу» спел «Хайль Гитлер на том берегу!».
6 и 22 декабря было опубликовано продолжение статьи, а также письмо от артистов «Ленконцерта» (Эдита Пьеха, Бен Бенцианов и Давид Голощёкин и другие), которые обвиняли Константина Кинчева в неуважении к публике. Основатель группы «Аквариум» Анатолий Гуницкий выступил в поддержку «Алисы» и отметил: «Группа артистов Ленконцерта видит корень зла в неуважительном отношении к публике. Интересно, как поступили бы народные, заслуженные лауреаты и дипломанты, если бы их не пускали на их собственный концерт и кидали в чёрный „воронок“?».
После активного обсуждения инцидента в прессе и на телевидении у «Алисы» начались проблемы с организацией концертов. 8 февраля 1988 года группа подала в суд на «Смену» за клевету, а Константин Кинчев, его жена и жена гитариста бит-квартета «Секрет» Андрея Заблудовского Ада Булгакова-Заблудовская подали жалобу в прокуратуру на действия охраны. В это же время идёт расследование и действий самого Константина. В конце февраля его и других членов группы несколько раз вызывали на допросы. В итоге Кинчеву предъявили обвинение в злостном хулиганстве и отпустили под подписку о невыезде.
7 марта Константина Кинчева арестовали на квартире у директора «Алисы» Алика Тимошенко, связали и доставили в отделение милиции. На следующий день музыканта выпустили, но снова забрали на один день 10 марта. На следующий день группа отправилась на концерт в Псков, несмотря на то, что у лидера была подписка о невыезде из Ленинграда. По возвращении с гастролей Константин был задержан на срок в семь суток, а группе было запрещено давать выступления в течение полугода. Также, несмотря на подписку о невыезде, Константин Кинчев вместе с бас-гитаристом Петром Самойловым отправился вслед за передвижной студией «Тонваген» записывать альбом «Шестой лесничий», который был выпущен в 1989 году.
11 июля состоялось заседание суда, на котором после прослушивания аудиозаписи концерта была подтверждена несостоятельность обвинений в нацизме. К октябрю 1988 года оба процесса оказались завершены. Дело Кинчева было прекращено, а сам он был передан на поруки Ленинградскому рок-клубу. Газета «Смена» 24 сентября, ещё до решения суда, опубликовала опровержение всех своих обвинений и извинения за них. Под впечатлением от этих событий группа «Алиса» записала альбом «Ст. 206 ч. 2», который вышел в свет только через пять лет — в 1994 году.

#### Последующие события
17 февраля 1988 года ушёл из жизни рок-бард и друг Константина Кинчева — Александр Башлачёв (причина смерти — падение из окна квартиры на 8 этаже). Лидер «Алисы» тяжело переживал потерю друга, и в его творчестве впервые начала появляться тема расплаты за чрезмерную вольность. Сразу после гибели Александра была написана песня «Шабаш», названная путём соединения двух слогов его имени и фамилии: СаША БАШлачёв. В 1991 году вышел одноимённый альбом, который стал первым в истории отечественного рока концертным двойным диском. Кинчев неоднократно говорил, что научился у Башлачёва бережному отношению к слову.
В 1989 году «Алиса» после долгих усилий записывает и в 1989 году выпускает альбом «Шестой лесничий». Песня «Стерх» из этого альбома имела большое значение для Кинчева как для поэта. Константин Кинчев рассказал, что песня писалась долго, не получалась и не отпускала его в течение трёх месяцев.
„Стерх“ — это для меня главная песня на диске, мостик в направлении альбома „Шабаш“»
В августе 1991 года во время путча Константин Кинчев принял участие в обороне Белого дома в Москве. Чтобы не беспокоить жену, музыкант сказал ей, что поедет заключать договор на биржу, и позже позвонил, объяснив, что едет за аппаратурой в Мытищи. Вначале, с колом в руках, Константин присоединился к оцеплению, после этого, с его собственных слов, он понял, что выглядит полным идиотом, и попросил гитару.
В 1992 году группа «Алиса» поехала выступать с концертом в Иерусалим. На самом концерте произошёл инцидент, получивший огласку в местной прессе: обращаясь к аудитории, лидер «Алисы» сказал, что «Мессию проворонили 2000 лет назад, и он больше не вернётся», а также, что «эта грешная эпоха скоро пройдёт и наступит другая — Эпоха Духа Святого». Зрители приняли высказывание на свой счёт, и в газете была опубликована статья, утверждающая, что Константин Кинчев плюнул в лицо еврейскому государству.
Во время недельного пребывания в городе Константин Кинчев посетил все святые места и с его собственных слов «напитался этим духом». По возвращении Кинчев принял православие, крестившись 30 сентября в церкви Живоначальной Троицы в Останкине. После этого события Кинчев начал бороться с наркозависимостью, что с положительным результатом закончилось в 1994 году. Со слов музыканта это удалось сделать только с Божьей помощью: «Я исповедовался, просил и опять падал […] думал: „ты, подлец, самому Богу врёшь“, жгучий стыд накапливался в сердце […], потом промежутки между падениями становились всё больше и больше, и потом совсем перестал». В апреле 2000 года Кинчев бросил пить, позже несколько раз бросал курить во время поста. Также, руководствуясь мыслью Антония Сурожского «тело — это видимая часть души», музыкант начал ходить в тренажёрный зал, а позже построил у себя в деревне свой собственный.
Одновременно изменились политические убеждения: ранее Константин Кинчев называл себя анархистом, впоследствии стал придерживаться монархических взглядов. Отвечая на многочисленные вопросы журналистов, лидер «Алисы» объяснял перемены следующим образом: «Это путь эволюции думающего человека. Путь, который прошла наша Родина, — от язычества, поклонения стихии к ортодоксальному православию».
В 1993 году из рук президента России Бориса Ельцина Константин Кинчев получил награду «Защитник свободной России». Было задумано уговорить президента сделать «козу», но замысел не был претворён в жизнь. Через год музыкант официально вернул награду, тем самым выразив протест против убийства журналиста Дмитрия Холодова и началом военных действий в Чечне.
12 апреля 1993 года произошло событие, оказавшее влияние на будущее группы: покончил с собой гитарист Игорь Чумычкин. Все участники группы тяжело переживали эту потерю, и после выступления в память об Игоре в ноябре «Алиса» почти на год прекратила концертную деятельность, возобновив её только в 1994 году. В 1994 году в память о гитаристе был выпущен альбом «Чёрная метка», в который вошли четыре написанных им песни. По словам Константина Кинчева, смерть Игоря заставила его задуматься о собственной жизни, выровнять её и устоять: «Бедный Игорь, ему пришлось пожертвовать собой, чтобы спасти нас. Спасибо тебе и вечная память». Также в этом году на студии «Муха» воронежским художником Алексеем Никаноровым были нарисованы комиксы «Чёрная метка», «Для тех, кто свалился с Луны» и «Земля», главным героем которых стал Константин Кинчев.

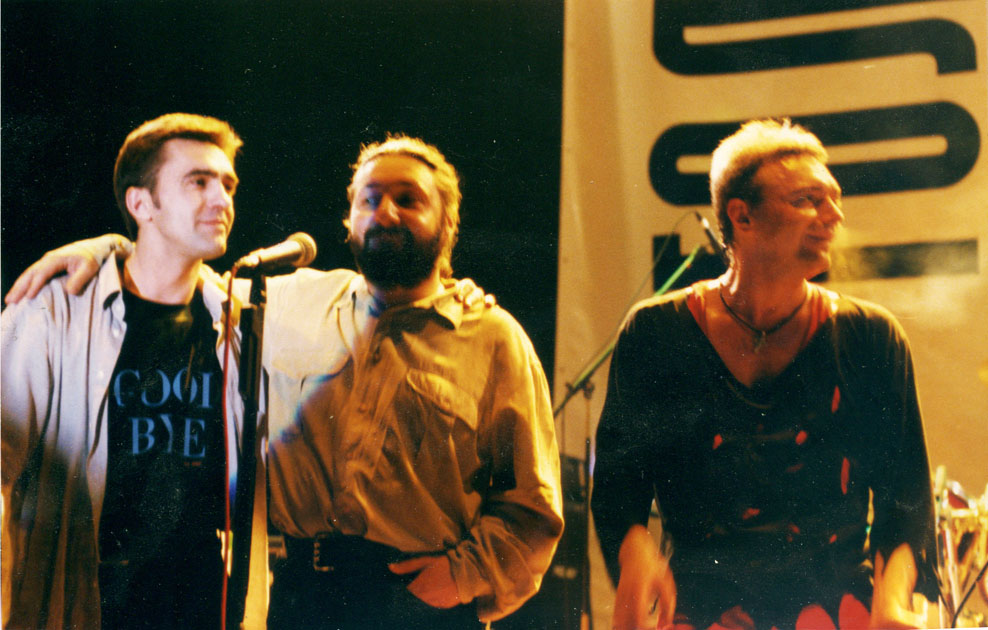
Тур «За будущее свободной России». 1996 год

В 1996 году «Алиса» приняла участие в туре «Голосуй или проиграешь». Юрий Шевчук упрекал участников мероприятия в продажности, Константин Кинчев объяснил, что идея заключалась в том, чтобы не допустить возрождения коммунизма в стране, а гонорар группы не превышал обычной оплаты за концерт. Также в этом году был выпущен альбом «Jazz», вместивший в себя песни, которые Константин играл на квартирных концертах в советский период жизни.
В 1998 году во время концерта «Алисы» в ДК «Меридиан» произошёл скандал. После того как в подъезде музыканта в течение двух недель жили фанаты, которые выпивали и справляли нужду, не отходя от места, Константин Кинчев не выдержал и обратился к зрителям со следующими словами: «Я устал быть певцом для ублюдков. Видеть ваши рожи нет никакого желания, потому что вы ведёте себя как свиньи, подонки и уроды. Пятнадцать лет пытаюсь достучаться до сердец. Что-то, что тревожит собственное сердце, зародить может быть в души, а натыкаюсь на тупое сопротивление ублюдков и мрази. Чаша терпения на грани, ребята: или вы меняетесь и будете людьми, наконец, или Кинчева не будет для вас, свиней». После этого лидер «Алисы» несколько раз публично извинился перед фанатами, объяснив им, что не сдержался и вспылил, и что давно хочет изжить этот грех в корне.
В 1998 году был записан альбом «Геополитика», который стал результатом сотрудничества Константина Кинчева и Александра Аксёнова. В альбом вошли песни Константина в техно-обработке. Из-за финансовых проблем издание «Геополитики» было отложено более, чем на год. Со слов лидера «Алисы», этот альбом — «баловство и игрушка».

#### В новом тысячелетии

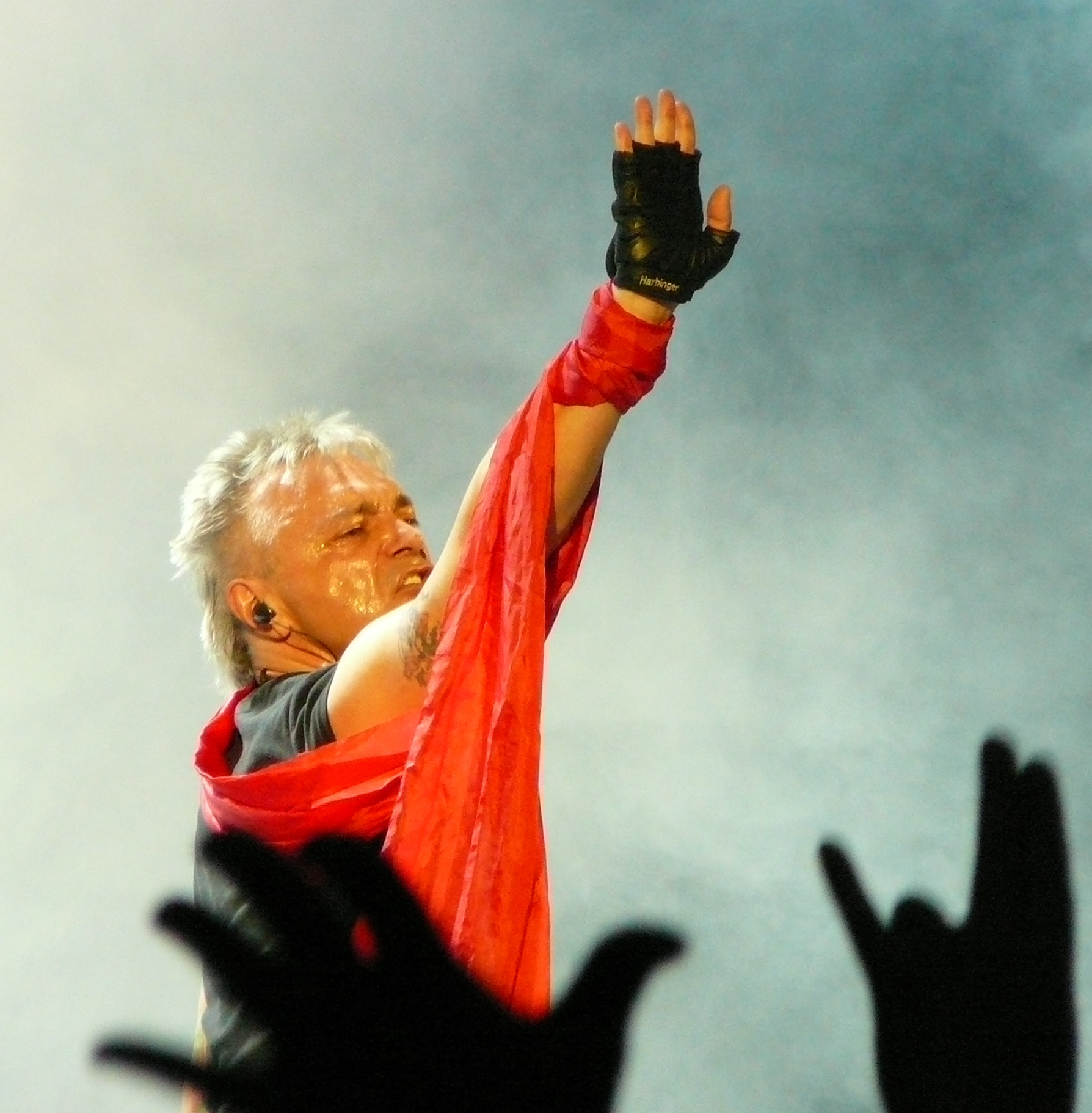
Константин Кинчев на концерте группы «Алиса» в Казани. 2 мая 2010 года

В 2000 году вышел альбом «Солнцеворот», из-за особенностей оформления которого Константина Кинчева в очередной раз обвинили в фашизме. Радиостанция «Наше радио» отказалась ставить в эфир песни из альбома, протестуя против изображённой на ней левосторонней свастики. Константин Кинчев объяснил, что символ означает снискание благодати Святого Духа и предложил приклеить на компакт-диск стикер с цитатой из песни «Тоталитарный рэп» — «Я — антифашист», но «Наше радио» не изменило своей позиции.
В марте 2001 года издательство «Эксмо» выпустило в свет книгу стихов Константина Кинчева «Солнцеворот». По настоянию лидера группы «Алиса» тексты сгруппированы не по дате их написания, а в зависимости от их внутреннего содержания. Всего в книге есть десять смысловых разделов: «Полдень», «Финист», «Нате», «Асфальт», «Всё это», «Посолонки», «Явь», «Сиверга», «Зёрна» и «Соль». Также в книге можно найти оригинальную графику московского художника Маньшавиной и цветные и чёрно-белые фотографии из личного архива Константина Кинчева.
В 2003 году был издан альбом «Сейчас позднее, чем ты думаешь». Одна из песен из альбома, «Грязь», вызвала бурные отклики в рубрике «Вопросы» на официальном сайте. В данной песне Константин Кинчев говорит о том, где и в чём ему видится «грязь». В качестве соло к песне был использован фрагмент еврейской народной мелодии. Отвечая на вопросы «почему вы считаете, что во всех бедах русских виноваты евреи», лидер «Алисы» объяснял, что в этой песне обличается «безродный космополитизм, востребованный и необходимый „обществу тотального потребления“, „обществу разнузданной вседозволенности“ и „открытого богоборчества“». Также Константин сказал, что среди его единоверцев есть немалое количество евреев и никто из них не ассоциирует себя с этой песней.
В 2004 году вышла «Книга фотографий. Кинчев-Потапов», в которую вошли снимки разных лет.
В 2007 году во время концертов-презентаций альбома «Стать Севера» группа «Алиса» исполнила песню «Власть», которая затрагивала революционные события на Украине, после чего в местной прессе появились статьи о том, что Константину Кинчеву будет запрещён въезд на территорию страны. Также в этом году Константин Кинчев собрал огромное количество российских рок-музыкантов для записи песни «Rock-n-Roll — это мы».
В 2008 году накануне презентации «Пульса хранителя дверей лабиринта» Константин Кинчев говорил о том, что был бы рад отыграть концерт в поддержку сербов по вопросу Косово. Вскоре директору группы Михаилу Рябову позвонил человек, предложивший организацию концерта в Белграде. Изначально планировалось провести мероприятие 9 мая, но по техническим причинам дата была перенесена на 28 июня, день, когда Сербия оплакивает погибших в битве 1389 года. Помимо других песен «Алиса» исполнила «Небо славян» и «Непокорные».
После смерти близкого друга Александра Аксёнова Константин Кинчев решил сделать трибьют-альбом, работа над которым проходила в 2009 году. Для записи были приглашены различные музыканты: Илья Лагутенко, Guf и Смоки Мо, Люся «Тёща» Махова, Сергей Шнуров, Антон «Пух» Павлов, Дэн Калашник, Гарик Сукачёв, Никита Алексеев, Михаил «Горшок» Горшенёв, Андрей «Князь» Князев, Александр «Чача» Иванов, Илья «Чёрт» Кнабенгоф. Трибьют «Выход дракона» появился на свет в 2009 году.
29 апреля 2016 года певец был экстренно госпитализирован в клинику им. Алмазова Санкт-Петербурга с инфарктом и тогда же прооперирован. В связи с этим майские концерты были отменены или перенесены на осень. В середине мая того же года был выписан из больницы с рекомендациями врачей по дальнейшей реабилитации.
В конце 2017 года Кинчев в интервью сообщил, что восстановился после болезни и вернулся к работе, однако признал, что «скакать по сцене, как раньше, уже не получится».
После выхода альбома «Алисы» «Посолонь» Кинчев объявил, что группа приступила к записи новой пластинки, и одновременно с этим свой сольный альбом будет готовить и он сам.
6 марта 2020 года Кинчев анонсировал свой рок-фестиваль «KKinchevFest». Мероприятие планировалось провести 27 июня в «Севкабель Порт». В событии, помимо «Алисы», планировалось участие ещё 7 коллективов. Формирование трек-листа проходило по принципу «Наш/Ваш выбор», согласно которому половину песен определяли сами слушатели посредством интернет-голосования. Из-за ограничительных мер, связанных с коронавирусом, фестиваль было решено перенести на 2021 год. Место проведения осталось прежним, зато было объявлено, что мероприятие станет двухдневным, а также в него включат ещё 4—5 новых коллективов.
В начале апреля Кинчев опубликовал клип новой песни «Дежавю», снятый и смонтированный им самим. Все инструментальные партии композиции также были сыграны Константином.
26 января 2021 года Кинчев объявил, что его сольный альбом под названием «Белый шум» уже записан. Сведение и мастеринг планируется провести зимой-весной. 1 февраля на сайте Planeta.ru открылся предзаказ альбома. Чуть более, чем за сутки, музыкант собрал 5 миллионов рублей на выпуск альбома. 1 сентября 2021 года цифровую версию альбома получили все пользователи, поддержавшие музыканта на краудфандинговой платформе, а 6 сентября альбом появился в свободном доступе на цифровых площадках.

### Константин Кинчев и православие
Принятие крещения отразилось на творчестве Константина Кинчева. «Алиса» перестала давать концерты во время Великого и Успенского постов. Группа принимала участие в концертах по инициативе епархий различных городов. Лидер «Алисы» написал песню «Мы — православные», которая вошла в альбом «Солнцеворот». Случалось, что под влиянием своего духовного наставника Константин Кинчев редактировал тексты песен: в песне «Звери» вместо строчек «Зверя лечит только отстрел» в альбоме было записано «Цепь, да клетка зверю в удел».
В 2010 году во время летних концертов «Ваш-Наш выбор» Константин Кинчев выступал в футболке «Православие или смерть», в поддержку авторов этой атрибутики, которые должны были нести ответственность перед законом. В 2011 году Константин принял участие в вечере, организованном Патриаршим центром по работе с молодёжью при Свято-Даниловом монастыре в Центральном доме журналиста.
По словам Кинчева, он «живёт и ощущает себя причастным к Великой Церкви со всеми её таинствами, ритуалами, обязанностями, послушанием, аскезой», при этом Константин назвал самого себя «нехорошим» христианином: «Мне всё нравится. Другое дело, что я через пень-колоду работаю над этим и послаблений себе даю массу…Так что мне ещё есть над чем работать».
Духовное развитие Константина подвергалось критике с обеих сторон. Часть поклонников и журналистов высказывались, что у Константина Кинчева пропала прежняя энергетика и религия пошла в ущерб творчеству. Критик Владимир Ветюков писал, что в ряде песен патриотизм оборачивается нетерпимостью, и «за смесью из русскости и „внешнего благолепия“ теряется универсальный характер христианства». Другие критики считали, что тяжёлый металл, как нечто сатанинское, не может сочетаться с верой, однако Константин Кинчев объяснил: «рок-музыка не может быть ни бесовской, ни Божьей. Это просто средство, через которое конкретная личность делится своими настроениями, взглядами. Важен вопрос ответственности личности: куда направляется это орудие? Или во благо, или во зло».
Часть священнослужителей в свою очередь также была недовольна действиями лидера «Алисы». После того как в 2011 году на встрече в Центральном доме журналиста Константин сказал, что был расстроен речью патриарха Кирилла после событий на Манежной площади, так как он озвучил то, что хотело сказать государство, и не сказал ничего от себя, глава «Ассоциации православных экспертов» Кирилл Фролов заявил, что с «музыкантом недостаточно занимались в приходе», и он оказался жертвой православных радикалов.
В 2010 году Кинчев был приглашён в состав Патриаршего совета по культуре. Хотя сам Константин позднее говорил, что принимал там скорее «номинальное участие».

### Гражданская позиция
Константин Кинчев говорил, что считает себя «подвижным националистом»: то есть выступает за объединение славянских народов, но при этом считает братскими народами татар и казахов. Начиная с альбома «Дурень», в песнях Константина стала фигурировать тема патриотизма. В альбоме «Сейчас позднее, чем ты думаешь» были записаны песни «Небо славян» и «Инок, воин и шут», которые группа несколько лет исполняла на каждом концерте. Доминантой альбома «Стать Севера» стала позиция, что Россия не относится ни к Европе, ни к Азии, а имеет «свой собственный, ни на кого не похожий путь». Гражданская позиция лидера «Алисы» нередко подвергалась критике со стороны журналистов, однако сам музыкант сказал, что пишет песни о том, что тревожит его душу, и его не волнует, в какую потом обёртку их завернут критики и публика. В ответ на обвинения в нацизме Константин заявлял, что следует отличать это понятие от национализма, который строится на религиозно-нравственных понятиях, а не на ненависти к другим народам. 
Отмену крепостного права в России Кинчев назвал большой ошибкой, также высказав мнение, что «Протоколы сионских мудрецов» являются реальным историческим документом.
Певец неоднократно выражал крайне отрицательное отношение к гомосексуальности, говоря, что не нужно искать толерантных слов для описания этого понятия и что представителей этой ориентации следует привлекать к уголовной ответственности. В 2022 году выступил в поддержку политзаключённых, осуждённых по делу «Сети», посвятив им свою песню.
В 2022 году Кинчев поддержал вторжение России на Украину, неоднократно выступал в защиту действий российской армии, заявив, что нападение на Украину является гражданской войной, «где одни полностью легли за печеньки и трусики под англосаксонскую разводку, другие же отстаивают свою тысячелетнюю историю и свой суверенный путь». Отказался от участия в «ура-патриотических акциях», пока виновные в «двухлетней пандемической сегрегации моего народа не будут привлечены к ответственности». В мае назвал русских и украинцев одним народом и призвал последних отказаться от повиновения «постхристианской цивилизации», заявив, что украинцев «одурманил и использует в своих интересах трансгуманистический ЛГБТ-рейх». Выпустил песню «Если бы да кабы», навеянную событиями на Украине (в альбом «Дудка» она не была включена). 4 октября 2022 года Кинчев назвал для себя «болью» все эти события, сказав, что молится за «Христово воинство». В октябре 2022 года Кинчев выступил в поддержку Юрия Шевчука, Бориса Гребенщикова и Андрея Макаревича, осуждающих нападение России на Украину.
Национальное агентство по предотвращению коррупции Украины выступило с инициативой о введении против Кинчева международных санкций. В обосновании говорится, что Кинчев «Поддержал войну против Украины. Посещал временно оккупированный россиянами Крым. Утверждает, что украинцы и россияне — один народ».

#### Отношения с властями
В советский период творчества отношения Константина Кинчева с властями были натянутыми.
21 апреля 1993 года, за 4 дня до референдума о доверии президенту России, Кинчев с группой «Алиса» выступили на Васильевском спуске на митинге-концерте в поддержку Бориса Ельцина.
В 1996 году он принял участие в гастрольном туре в поддержку Ельцина, чтобы не допустить возвращения коммунистов к власти в России. В интервью 2009 года лидер «Алисы» говорил, что «сейчас, слава Богу, нет никакой идеологии, которая могла бы подчинить себе народ через страх».
В 2005 году Константин говорил, что поддержал бы идею третьего срока Владимира Путина, так как видит в его правлении больше позитива, чем негатива: «Путин взял страну, когда она стояла над пропастью и готова была вот-вот раздробиться на мелкопоместные княжества. За годы своего правления он сумел собрать и укрепить эту страну и вертикаль власти».
Также Константин предложил положить начало новой династии, поженив дочь президента с английскими принцами. 4 июня 2007 года «Алиса» приняла участие в концерте на Красной площади, посвящённому «Дню России». Перед президентскими выборами 2008 года Кинчев говорил, что будет голосовать за «купчинского парня, который любит Black Sabbath».
Но уже в 2011 году, отвечая на вопросы сайта «Коммерсантъ», Кинчев сказал, что «Путин, на определённом этапе его правления, был полезен стране, но его время, на мой взгляд, закончилось». После выборов в Госдуму в 2011 году Кинчев резко высказался против фальсификации их итогов. Во время исполнения песни «Тоталитарный рэп» на концерте 9 декабря в Саратове лидер «Алисы» прервал исполнение песни и начал диалог с залом. Сказав, что в последние несколько дней он опросил уже, наверное, сто человек, а положительного ответа так и не слышал, далее задал этот же вопрос в зал: «Есть кто-нибудь, кто голосовал за „партию власти“?» (по наблюдению журналистов «Фонтанки» «среди зрителей число сторонников „Единой России“ было минимально») и спросил: «Хотим мы, чтобы нами управляли жулики? Хотим, чтобы эти выборы были не сфальсифицированы, а переделаны и стали честными?» и добавил: «Сегодня на эти вопросы ответ может дать только улица. У вас это проспект Кирова. К сожалению, только улица. Чтобы из нас не делали общество глухонемых, нужно принимать решения. Время, видимо, пришло».
В феврале 2012 года Кинчев сказал, что на президентские выборы он не пойдёт, объяснив это так: «Лично мне не за кого голосовать».
Во время событий 2013—2014 годов на Украине поддержал российскую власть и аннексию Крыма, отменил концерты на Украине.

#### Отношение к карантинным мерам из-за эпидемииCOVID-19
24 апреля во время онлайн-концерта, транслировавшегося платформой Wink, на 42-й минуте Кинчев негативно высказался об ограничительных мерах, вводимых повсеместно из-за эпидемии коронавируса: «…весь земной шар загнали по норам, сказали всем бояться, и все боятся, а под это дело идёт чипизация и оцифровка всего. Они хотят знать о нас всё… Суки». 27 октября группа заявила, что завершает концертную деятельность из-за введённых в стране ограничений и появления системы QR-кодов. «По тем условиям, которые выставляет государство, мы играть не будем. По QR-кодам и ПЦР-тестам мероприятия, связанные с нами, проводиться не будут. Мы считаем это сегрегацией и остаёмся верными своим убеждениям», — сказал Константин Кинчев.

### Награды
- «Лучший актёр года» — международный кинофестиваль в Софии, за участие в фильме «Взломщик», 1987 год[97].
- «Лучший рок-певец» — музыкальная премия «Овация», 1991 год.
- Медаль «Защитнику Свободной России» за участие в обороне Белого дома[98] — указ Президента Российской Федерации от 2 февраля 1993 года. Осенью 1994 года Кинчев вернул медаль.
- «За свободу, искренность и поэтичность творчества» — премия «Петрополь», 6 июня 2006 года.
- Почётный знак святой Татианы — от Совета ректоров вузов города, Санкт-Петербургской епархии и межвузовской ассоциации «Покров», 25 января 2007 года, Исаакиевский собор. «Покров»: «Кинчев известен в церковной среде — на встрече рок-музыкантов с митрополитом Смоленским и Калининградским Кириллом он получил одобрение на „проповедование изнутри (рокерской) среды и умение дать слушателям правильный импульс“».
- «Солист», «Группа» — премия «Чартова Дюжина», 7 марта 2008 года.
- Национальная премия «Имперская культура» имени Эдуарда Володина — за создание песенного образа борца за Россию, 11 декабря 2008 года.

## Личная жизнь
В настоящее время[когда?] Константин Кинчев с женой постоянно проживают в деревне Саба Лужского района Ленинградской области, в 170 км от Санкт-Петербурга («Вечерний Ургант», выпуск 533 от 22.10.2015).
В свободное время увлекается рыбной ловлей, в основном в Онежском, Ладожском и Чудском озёрах.
Константин Кинчев — левша, при этом играет на гитаре и пишет правой рукой.
Болеет за московский ЦСКА.

### Семья
В 1976 году, узнав историю своего деда, Константин принял родовую фамилию, но официально не поменял её до сих пор. В 1930-е годы дедушка музыканта Коста Кынча был репрессирован и умер в Магадане, после того как сбежал из Болгарии в СССР из-за растущей популярности нацистской идеологии в Восточной Европе. После бабушка вышла замуж второй раз, и её сын получил фамилию Панфилов. Таким образом, оставшись по паспорту Панфиловым, Константин взял прямую фамилию — Кинчев.
У Константина было два брака:
- Первой женой была Анна Голубева.
  - Сын Евгений (от этого брака, родился в 1988 году, заведующий атрибутикой в группе отца).
    - Внучка: Ярослава. Внук: Тихон.
- С нынешней женой, Александрой Панфиловой (дочерью заслуженного артиста РСФСР Алексея Локтева), музыкант познакомился в 1988 году[103].
  - Дочери:
    - Мария Кинчева-Панфилова (дочь Александры от первого брака, театровед) (1987—2023).
      - В 2011 году Мария родила сына Луку, первого внука Константина Кинчева[103].

    - Вера (родилась 1 сентября 1991 года, снималась в клипах на песни «Трасса Е-95», «Мы держим путь в сторону леса», «Родина», «Акробаты снов», училась в Школе-студии МХАТ[104], а в 2009 поступила в ГИТИС на курс к Сергею Женовачу).

Все дети Константина крещены, а крёстным отцом стал бывший клавишник «Алисы» — Андрей Королёв, который после ухода из группы стал священнослужителем.
Константин Кинчев имел дружеские отношения со многими музыкантами: с Виктором Цоем, Петром Мамоновым, Александром Башлачёвым,Дмитрием Ревякиным, Рикошетом, Вячеславом Бутусовым, Анатолием Крупновым, Пухом, Михаилом Горшенёвым и Андреем Князевым, также он говорил, что у него остались самые близкие друзья из юношеского периода жизни.

### Предпочтения в искусстве
В середине 90-х годов Константин Евгеньевич называл Германа Гессе своим любимым писателем, и говорил, что находит в его произведениях истины, близкие своему моральному коду. Также музыкант утверждал, что любит Ницше, хотя принимает не все его идеи и любит его как поэта, а не как философа.
По словам музыканта в период детства его любимой книгой был «Властелин колец» Толкина, также из этого жанра несколько раз перечитывал «Хроники Нарнии» и «Письма Баламута» Льюиса. Из русской прозы Константин Кинчев отдавал своё предпочтение Гоголю.
В интервью журналу Fuzz в 1996 году Константин рекомендовал к прочтению книгу Гурджиева «Моя встреча с замечательными людьми». В 1999 году лидер «Алисы» говорил, что отошёл от чтения светской литературы и знакомится только с житиями святых и старцев, в которых находит потрясающую духовную энергию.
В 2011 году в эфире передачи «Вторая смена» на «Нашем радио» лидер «Алисы» говорил, что с большой симпатией относится к творчеству Дмитрия Ревякина, Бориса Гребенщикова, Юрия Шевчука, Виктора Цоя, Майка Науменко, Александра Башлачёва, Владимира Высоцкого, Булата Окуджавы, Иосифа Бродского, поэтов Серебряного века, Пушкина и Лермонтова.
Эволюцию музыкальных вкусов Константина Кинчева можно услышать в песне «Меломан». Помимо групп, упомянутых в композиции, лидер «Алисы» также выделял The Cure, Rollins Band, The Sisters of Mercy, Pantera, The Prodigy, The Chemical Brothers, Marilyn Manson, Clawfinger, Rammstein, «Кирпичи», «Король и Шут», «Сплин», «Би-2», F.P.G., «Кино», «Калинов Мост», «Аквариум», «Мумий Тролль», «Пилот», «Бекхан», «Дайте2», «25/17» и другие.
Константин Кинчев говорил, что любит театр больше, чем кино. Среди кинолент, которые более всего понравились, он называл «Остров», «Страсти Христовы» и фильмы Никиты Михалкова, в особенности «Сибирский цирюльник».
В 2001 году, на вопрос, какие сайты он посещает регулярно, Константин Кинчев ответил, что это православные сайты: pravoslavie.ru, orthodoxy.ru, voskres.ru, blagovest.bel.ru и т. д. Также в течение нескольких лет музыкант отвечал на вопросы слушателей в одноимённом разделе сайта.

### Визуальные символы
В девяностые годы Константин Кинчев сделал татуировки на обеих руках. В совместном интервью с группой «Ва-БанкЪ» (1994 год, Минск) музыкант рассказал об одной из них: на одной из рук изображены восемь пляшущих шутов, а на другой — девятый, который зажигает огонь. Все девять шутов символизируют девять песен альбома «Чёрная метка». На другой руке изображена девочка «Алиса», Змей Горыныч, чертополох, избушка Бабы Яги и другие элементы. Позднее он заметил, что сделанные ранее «языческие» татуировки не мешают ему быть православным человеком: «Я ж православный, факт остаётся фактом» и добавил про татуировки: «Я бы сделал православные, но таких, к сожалению не бывает». В эфире передачи «Каприз» на MTV в 1999 году музыкант рассказал, что сделал первую татуировку в четвёртом классе школы: «Хотел наколоть „Костя“, а получилось неизвестно что».
Лидер «Алисы» носит четыре кольца: два обручальных на безымянном пальце правой руки (венчание — обручение с супругой, крещение — обручение с Церковью) и два на левой (череп на безымянном пальце и рыба на мизинце). Рыба — символ христианства, а череп означает готовность умереть за веру.

## Влияние и критика

### Положительные мнения
Виктор Цой называл Константина Кинчева в числе немногих, чьи песни ему нравились. Жена Цоя Марианна говорила, что «бунтарский период Виктора (когда на смену песням „Фильмы“, „Звёзды останутся здесь“, его иронично-любовной лирике пришли „Перемены“, „Дальше действовать будем мы“ и т. п.) начался в его творчестве не без влияния героических песен Константина».
Вячеслав Бутусов признавал решительное влияние Константина Евгеньевича. Пребывая в состоянии полного отчаяния, Вячеслав увидел Константина Кинчева и был поражён его уверенностью и убедительностью. После этого в ходе беседы Кинчев повлиял на будущее крещение Бутусова, за что тот был очень благодарен.
Илья Чёрт называл Константина Кинчева своим учителем.
Лидер группы «F.P.G.» Антон «Пух» на одном из концертов сказал, что он почерпнул от Константина, как можно быть простым человеком, имея высокий статус: «Он действительно же король, но он абсолютно простой человек, никаких понтов у него вообще нет. И вот эта человечность, которая в нём есть — это очень круто, это большой дар на самом деле».
Композитор Андрей Петров после прослушивания альбома «Jazz» назвал Константина Кинчева одним из своих любимых авторов.
На пресс-конференции, посвящённой альбому «Сейчас позднее, чем ты думаешь», начальник пресс-службы ВМФ Игорь Дыгало сказал:

Знаю на собственном опыте — когда люди уходят в море и не видят подолгу Родины, песни такой группы, как «Алиса», создают уютную атмосферу, поднимают настроение и помогают выжить в самые трудные часы. От имени Военно-морского флота хочу вручить Константину Кинчеву и группе «Алиса» символ ВМФ — Андреевский флаг.

Нина Барановская, которая занималась литовкой текстов в Ленинградском рок-клубе, охарактеризовала творчество лидера «Алисы» следующим образом: «Кинчев, пользующийся всеми достижениями российской культурной традиции, обращающийся и к ямбу, и к хорею, и к современному свободному стиху, и к силлабическому и силлабо-тоническому стихосложению, и к поэтическим приёмам русского фольклора, применяющий в музыке все последние достижения, все стилевые языки и тут же обращающийся к очень древней музыкальной традиции, Кинчев, использующий на своих концертах то приёмы ярмарочных шутов, то методы классического театра, то превращающий концерты в публичную исповедь, то в камлание — несомненно, современный художник».
Артемий Троицкий в своей книге «Back in the USSR» пишет: «Костя Кинчев не побоялся взвалить на себя роль рупора поколения и открывателя новых горизонтов, он начисто отбросил двусмысленность и скрытую иронию, столь характерные для нашего рока, и взял на вооружение самые громкие слова и страстные призывы: всё то, что наша недоверчивая публика привыкла издевательски называть словом „пафос“. Плакатность его песен часто бывала сродни официальным комсомольским гимнам, но музыкальный и визуальный контекст переводил их в другое измерение».
Чача Иванов сказал, что, хотя в чём-то он может и не соглашаться с Константином Кинчевым, при этом он его уважает за «проповедование так называемого „православного фашизма“» в то время, когда это было непопулярно: «В искренности Кинчева сомневаться не приходится, ведь, публично объявив себя православным, он поначалу потерял массу поклонников. Выражаясь современным языком, можно сказать, что он „опередил тренд“».
Вячеслав Огрызко в своей книге «Кто сегодня делает литературу в России», пишет: «Говорят, что он [Константин Кинчев] будто бы человек настроения. Мол, сегодня может власть прославлять, а завтра — проклинать. Но у него якобы нет убеждений. Но я в корне с этим не согласен. Как это у Кинчева нет своей позиции? Вы вслушайтесь в его тексты. Там всё сказано».

### Нейтральные и отрицательные мнения
Михаил Козырев, объясняя, почему он решил не ставить в эфир «Нашего радио» композиции из альбома «Солнцеворот», сказал: «Неправильно думать, что из-за отсутствия в эфире новинок группы „Алиса“ радиостанция несёт убытки. Станция выживает не за счёт фанатов Кинчева, а за счёт тех людей, которые едут в машине, щёлкают кнопкой, и, когда находят лучшую песню, останавливаются на твоей волне. Поэтому присутствие в эфире, скажем так, громкой и агрессивной музыки только вредит. И когда говорят, что я „отформатировал рок“ — это ложь: я-то как раз часто ставил ту или иную группу только на свой страх и риск, прекрасно понимая, что люди лучше в тысячный раз послушают Константина Никольского, чем новый боевик Кости Кинчева».
Алиса Ягубец в своей статье «Цикличность кинчевской эклектики, или эклектичность кинчевской цикличности», опубликованной 3 ноября 2000 года в интернет-журнале «www.tri.md3», пишет, что лидер «Алисы» мог «попасть в немудрёную ловушку, а именно: войти в роль, так и остаться певцом злободневности, абсолютно лишённым творческой самостоятельности […], превратиться в свой собственный памятник со свойственной всем памятникам карикатурной серьёзностью». После этого автор пишет, что этот образ был успешно изжит Кинчевым.
Обозреватель журнала «Коммерсантъ Weekend» Борис Барабанов в своей статье «Утверждение в образе» пишет, что после выхода альбома «Ъ» «острее проявилось чувство, что контакт группы с преданной аудиторией держится на мастерстве фронтмена, на легенде, на звуке, и уже только потом — на тексте».
Игорь Цалер в своём обозрении альбома «Ъ» пишет, что «для выражения спасительных идей Константин грешит менторской интонацией, а подчас и откровенным тоталитарным давлением».
Алексей Мажаев на страницах «Музыкальной правды», рецензируя новый альбом «20.12», пишет, что «Кинчев скорее с печалью наблюдает за обстановкой, нежели зовёт Святую Русь к метафизическому топору… критикует излишне прытких в стремлении сделать карьеру и деньги соплеменников».
После участия Константина Кинчева в вечере, организованном Патриаршим центром по работе с молодёжью, в 2011 году диакон Владимир Василик написал статью, критикующую взгляды лидера «Алисы». Автор статьи выразил несогласие с трактовкой лозунга «Православие или смерть!» и недовольство ношением кольца в виде черепа с каской, симпатией Белому движению и критикой выступления патриарха Кирилла после событий на Манежной площади.

### Отражение в культуре
- Песня группы «Dark Rider» «Константин» посвящена Кинчеву[140].
- Песня группы «Schwarz & Mike OFF» «Тот, кто считает иначе» посвящена Кинчеву[140].
- Песня группы «Tequilajazzz» «Склянка запасного огня» посвящена Кинчеву[140].
- Песня Дэна Назгула «Тот, кто с богами» посвящена Кинчеву[140].
- Песня группы «Калинов мост» «Дикарь» посвящена Кинчеву[140].
- Песня группы «Объект насмешек» «Брат-ураган» посвящена Кинчеву[140].
- Стихотворение Дмитрия Ревякина «Кинчеву»[140].
- Бледный — «Тринити» — строчка «С тех пор Константин Кинчев покинул наши кассетные магнитофоны».
- ДДТ — «Милиционер в рок-клубе» — строчка «А я торчу на „Алисе“, ДДТ и „Кино“».
- «Кирпичи» — песня «Рэп калл» — строчка «„Кино“ и „Алиса“, „Алиса“ и „Кино“ — мы любим эту музыку и слушаем давно».
- «Сектор Газа» — «Эстрадная песня» — строчка «А где же „Кино“, где „Алиса“, где „Облачный край“?».
- «25/17» — «Телёнок» — строчка «Сегодня просто за фото с Константином Кинчевым тебя при желании могут отправить на кичу».
- «25/17» п.у. Ёлка — «Меломан» — строчка «Я меломан, как Кинчев, люблю музон и кинчик».
- Слова из песни Виктора Цоя «Бошетунмай» «…все говорят, что мы вместе, все говорят, но немногие знают, в каком» — ироничная аллюзия на песню Константина Кинчева «Мы вместе».
- В песне Виктора Цоя «Камчатка» строки «Я пытаюсь забыть, забываю и вновь. Вспоминаю собаку, она как звезда, ну и пусть» — отсылка к Кинчеву, по восточному гороскопу рождённому в год жёлтой земляной собаки.
- «Телевизор» — «Очки» — строчка «Очки берёзковые — „Коловрат“. Видно Небо Славян и море добра» намек на альбом «Алисы» «Солнцеворот», на обложке которого изображен коловрат, а также на песню «Небо славян»[141].

## Дискография

### Сольные альбомы
- 1984 — «Нервная ночь» (feat. группа «Стиль»)
- 1998 — «Геополитика» — Кинчев и Рикошет
- 2021 — «Белый шум»

### «Алиса»
- 1985 — «Энергия»
- 1987 — «Блок ада»
- 1989 — «Шестой лесничий»
- 1989 — «Ст. 206 ч. 2»
- 1991 — «Шабаш»
- 1993 — «Для тех, кто свалился с Луны»
- 1994 — «Чёрная метка»
- 1996 — «Jazz»
- 1997 — «Дурень»
- 2000 — «Солнцеворот»
- 2001 — «Танцевать»
- 2003 — «Сейчас позднее, чем ты думаешь»
- 2005 — «Изгой»
- 2007 — «Стать Севера»
- 2008 — «Пульс хранителя дверей лабиринта»
- 2010 — «Ъ»
- 2011 — «20.12»
- 2012 — «Саботаж»
- 2014 — «Цирк»
- 2016 — «Эксцесс»
- 2019 — «Посолонь»
- 2022 — «Дудка»
- 2024 — «Гойда»

### Сборники
- Песня на стихи Владимира Высоцкого «Ямщик» (альбом-посвящение «Странные скачки», 1996)
- Песни «Илья» и «Мой мир» (трибьют-альбом Анатолию Крупнову «Postальбом», 2000)
- Песня «Ком с горы» (трибьют-альбом Дюше Романову «Мой друг-музыкант», 2003)
- Песня «Ночь» (вошла бонус-треком в проект группы «Пикник» под названием «Новоегипетские песни»)
- Песня «Отход на север» (трибьют-альбом Nautilus Pompilius «Нау Бум», 2008)
- Песня «Чёрно-белый цвет» (трибьют-альбом «Машине времени» «Машинопись», 2009)
- Песня «Дух» (трибьют-альбом «Выход дракона», 2009)
- Песня «Честное слово» (трибьют-альбом «Калинову мосту», 2017)

### Совместные работы
- c группой «Объект насмешек» — песня «Комсомольский билет» (альбом «Гласность», 1987)
- c группой «Хозяин ключа» — песня «Религия» (альбом «Вирус R-n-R», 1995)
- c группой «Ва-БанкЪ» — песни «Летучая мышь» (альбом «Домой», 1997) и «Радиодыры»
- с группой «СерьГа» — песня «Любовь» (альбом «Я такой как все», 2003)
- с группой «НАТЕ» — песня «Мельница» (неизданный трибьют-альбом Башлачёву «Семь кругов беспокойного лада», 2009)
- с Игорем Романовым — песня «Огонь да вода», текст написан К. Кинчевым на музыку И. Романова (альбом Романова «Сновидения», 2006)
- c группой «Ария» — песня «Воля и разум» (сингл «Чужой», 2006)
- c Сергеем Левитиным — песня «Теплей» (2009)
- c группой «Калинов Мост» — песни «Цитаты» (альбом «Эсхато», 2010), «Честное слово» (2011) и «Мельница» (трибьют-альбом Башлачёву «Серебро и Слёзы», 2014)
- c группой «25/17» — песня «Ад холода» (проект «Лёд 9», альбом «Холодная война», 2011)
- c группой «Король и Шут» — песни «Первая кровь» и «Праздник крови» (альбом «TODD. Акт 1. Праздник крови», 2011)
- с Игорем Романовым — песня «Пепел», текст написан К. Кинчевым на музыку И. Романова (альбом Романова «Паранойя», 2013)
- c группой «25/17» — песня «Девятибалльно» посвящена художнику Паше 183 (альбом «Русский подорожник», 2014)
- с Захаром Прилепиным и группой «Элефанк» — песни «Ваше поражение» и «Восемь бесконечных» (альбом «Охотник», 2015)
- с группой «Unheilig» — песня «20/12» c одноименного альбома — официальный кавер на трек «Für Immer[англ.]» (альбом «Große Freiheit», 2010)

### Трибьют
«Выход дракона» — трибьют-альбом Рикошету. Идея выпуска пластинки принадлежит Константину Кинчеву, для которого Александр был близким человеком:

Мы были с «Рикошетом» больше, чем друзья, я считал его своим братом. При всей бунтарности на сцене, он был эстетом, очень тонким, ранимым. Себя он ассоциировал с безупречным представлением панк-рока.

## Фильмография
| Год  |   | Название          | Роль                            |
| ---- | - | ----------------- | ------------------------------- |
| 1985 | ф | Переступить черту | вокалист группы «Бумажный змей» |
| 1986 | ф | Йя-Хха            | Камео                           |
| 1987 | ф | Взломщик          | Костя                           |

Также снялся в клипе Юрия Шевчука «Осень».